# Igreja da Sé
Igreja da Sé är den katolska katedralen i Macao. Den är belägen i Macaos gamla stad, som är uppsatt på Unescos världsarvslista.
Den nuvarande kyrkobyggnaden har föregåtts av flera tidigare katedraler på platsen; den första hette Igreja de São Lázaro och blev moderkyrka för Macaos stift, som omfattade Kina, Japan, Korea och flera öar utanför Kinas kust. 1850 invigdes en katedral i sten, som nästan totalförstördes i en tyfon på 1870-talet och måste återuppbyggas. 1937 byggdes hela katedralen om till det nuvarande utseendet, med två bastanta torn och enorma portar. Bland dess främsta företräden är de vackra målade kyrkfönstren.